# Vosper (motosilurante)
Le motosiluranti da 70 piedi (22 metri) furono delle unità di attacco veloci progettate dalla Vosper, che riuscì a farla adottare alla Royal Navy. Le nuove unità erano dotate di tre motori 18 cilindri a W Isotta Fraschini Asso, che avevano all'epoca ottime prestazioni. Negli anni successivi al 1936 ne vennero realizzate alcune, ma dopo lo scoppio della guerra la produzione dovette trovare alternative ai motori italiani, che vennero sostituiti da motori Merlin modificati e soprattutto dai Packard americani.

## MTB 102
Il prototipo di queste unità fu la MTB 102, realizzata nel 1937, lunga 68 piedi, armata di quattro tubi lanciasiluri da 18 pollici (457 mm), cariche di profondità e mitragliera 20 mm Oerlikon, che con i suoi 48 nodi di velocità raggiunta nelle prove e 43 nodi di velocità a pieno carico è stata la più veloce unità militare nella storia della Royal Navy. Il prototipo venne principalmente usato per prove.

## Sviluppo del progetto
Successivamente vennero prodotte unità di lunghezza di 70 e 72,5 piedi. Le prime sei unità da 70 piedi erano equipaggiate sempre con motori Isotta Fraschini che permettevano a queste unità di raggiungere una velocità di 42 nodi ed armate da due tubi lanciasiluri da 21 pollici (533 mm), cariche di profondità e da due mitragliatrici da 12,7 mm binate. Le successive venti unità, con l'entrata in guerra dell'Italia vennero equipaggiate con motori americani Hall-Scott mentre l'armamento rispetto alle precedenti venti unità videro l'aggiunta di due mitragliatrici Vickers K da 7,7 mm binate.
Le successive sei unità erano previste per la Marina Ellenica ma solo due vennero realizzate e prima della consegna vennero prese in carico dalla Royal Navy, mentre per le altre quattro essendo queste unità destinate ad essere equipaggiate con motori italiani, la loro costruzione venne annullata e queste imbarcazioni cannibalizzate come parti di ricambio per le altre unità in servizio. Le due unità entrate in servizio avevano la loro velocità limitata a 27 nodi e vennero armate con due tubi lanciasiluri da 18 pollici, due mitragliatrici quadruple da 7,7 mm e due mitragliatrici singole da 7,7 mm, poco efficaci negli incontri con le S-boote tedesche, tanto che nelle serie successive l'armamento non ebbe più tale configurazione.
Nelle serie successive la lunghezza dello scafo venne allungato a 72 piedi. Tali unità vennero equipaggiate con motori Packard che permettevano di raggiungere la velocità di 40 nodi e l'armamento configurato in una prima serie in due tubi lanciasiluri da 21 pollici, una mitragliatrice binata da 12,7 mm e due mitragliatrici binate da 7,7 mm, mentre nelle serie successive le mitragliatrici da 7,7 mm vennero sostituite da un cannone 20 mm Oerlikon, eccetto un gruppo di unità che venne armato da due tubi lanciasiluri da 21 pollici, una mitragliatrice binata da 12,7 mm, due mitragliatrici binate da 7,7 mm e un cannone 20 mm Oerlikon. In questo stesso gruppo di imbarcazioni, in alcune unità la mitragliatrice da 7,7 mm venne rimpiazzata dal cannone da 20 mm Oerlikon.
Molte di queste unità vennero realizzate su licenza negli Stati Uniti e vennero poi consegnate ai britannici. Alcune di queste unità vennero consegnate poi dai britannici alla Marina Olandese altre alla Marina della Francia Libera, altre ancora alla Marina Indiana, mentre un numero cospicuo venne costruito negli Stati Uniti per la Marina Sovietica. Le unità sopravvissute al conflitto vennero poi restituite agli Stati Uniti alla fine della seconda guerra mondiale.
Tra il 1943 e il 1945, vennero realizzate le motosiluranti da 73 piedi Vosper Type I e Type II, con motori Packard sempre più potenti, artiglierie, siluri e radar esse divennero mezzi di notevole potenza ed efficienza.
Le unità Type I realizzate in 17 esemplari erano armate da quattro tubi lanciasiluri da 18 pollici, una mitragliera 20 mm Oerlikon e una mitragliatrice da 12,7 mm binata e due mitragliatrici da 7,7mm binate.
Le unità Type II vennero armate da due tubi lanciasiluri da 18 pollici, due mitragliere singole 20 mm Oerlikon due mitragliatrici binate da 7,7mm e da un cannone 57 mm singolo. Delle 15 unità previste soltanto dodici vennero realizzate.

## Le Vosper nella Marina Militare
Al termine del conflitto alcune di queste unità entrarono a far parte della Marina Militare Italiana e della Marina militare egiziana.

La motosilurante MS 462

La Marina Militare Italiana, che nel secondo dopoguerra per un certo numero di anni frequentò sovente il supermercato americano dell'usato garantito, acquistò a Palermo, nel febbraio 1947 dall'ARAR alcune Vosper, insieme ad altre unità di attacco rapido alleate, quali le Higgins e le Elco rimaste abbandonate in Italia. All'epoca, poiché in forza del Trattato di pace del 1947, alla Marina Militare Italiana non era consentito l'impiego di motosiluranti queste unità vennero iscritte nel Quadro del Naviglio ausiliario con la classificazione Galleggianti Inseguimento Siluri (G.I.S.) e rimorchiate negli arsenali di Taranto e di La Spezia per provvedere al loro ripristino. In totale vennero acquistate ventisei motosiluranti U.S.A., concesse durante la guerra alla Gran Bretagna in Lend-Lease e restituite pro forma alla US Navy a fine guerra. 

motosiluranti in formazione

Dopo un approfondito controllo delle effettive condizioni di ogni imbarcazione, fu presa la decisione di riarmare le Higgins, parte delle Vosper e nessuna delle due Elco, tra l'altro di modello piuttosto obsoleto e reduci da un più lungo ed intenso impiego bellico con la Royal Navy. L'esigenza per la quale queste unità erano state acquisite era quella di poter disporre di un discreto numero di unità veloci costiere da impiegare nell'allora delicato settore dell'Adriatico per il possibile contrasto alle motosiluranti jugoslave. In totale, oltre alle due Elco scartate, vennero acquistate sette Higgins, tutte entrate in servizio e riarmate, e diciannove Vosper, tredici delle quali riallestite e sei cannibalizzate.
Decadute le clausole del Trattato di Pace, tutte le unità furono iscritte nel Quadro del Naviglio Militare il 1º aprile 1951 e classificate motosiluranti il 1º novembre 1952. Dal 1º gennaio 1954 queste unità ebbero il distintivo ottico definitivo di tre cifre, con il 4 come prima cifra, che contraddistingue in ambito NATO le unità da pattugliamento italiane.
Le Vosper in servizio nella Marina Militare riconfigurarono il loro armamento in due lanciasiluri pa 450 mm e cinque mitragliere antiaeree da 20/65mm in un impianto prodiero singolo di fabbricazione nazionale e un impianto quadruplo poppiero di fabbricazione tedesca.
Le Vosper insieme alle Higgins e alle motosiluranti tipo CRDA costruite a Monfalcone vennero destinate ad operare nelle acque dell'Adriatico e dello Ionio, svolgendo normale attività addestrativa raggruppate nel Comando Motosiluranti (Comos) con sede a Brindisi.
Le Vosper della Marina Militare
| Sigla | Motosilurante                               | Servizio                        | Note                                |
| ----- | ------------------------------------------- | ------------------------------- | ----------------------------------- |
| 421   | MS 421 (ex MS 821, ex GIS 821, ex GIS 0017) | 4 aprile 1948-1958              | ex H.M.S. MTB 378, ex U.S.S. BPT 68 |
| 422   | MS 422 (ex MS 822, ex GIS 822, ex GIS 0013) | 4 aprile 1948-30 settembre 1960 | ex H.M.S. MTB 404, ex U.S.S. PT 392 |
| 423   | MS 423 (ex MS 823, ex GIS 823, ex GIS 008)  | 4 aprile 1948-31 dicembre 1958  | ex H.M.S. MTB 409, ex U.S.S. PT 397 |
| 424   | MS 424 (ex MS 824, ex GIS 824, ex GIS 0028) | 21 luglio 1948-30 giugno 1959   | ex H.M.S. MTB 411, ex U.S.S. PT 399 |
| 431   | MS 431 (ex MS 831, ex GIS 831, ex GIS 005)  | 4 aprile 1948-31 ottobre 1961   | ex H.M.S. MTB 405, ex U.S.S. PT 393 |
| 432   | MS 432 (ex MS 832, ex GIS 832, ex GIS 008)  | 4 aprile 1948-31 dicembre 1961  | ex H.M.S. MTB 406. ex U.S.S. PT 394 |
| 433   | MS 433 (ex MS 833, ex GIS 833, ex GIS 007)  | 4 aprile 1948-31 dicembre 1958  | ex H.M.S. MTB 410, ex U.S.S. PT 398 |
| 434   | MS 434 (ex MS 834, ex GIS 834, ex GIS 0011) | 4 aprile 1948-30 giugno 1959    | ex H.M.S. MTB 408, ex U.S.S. PT 396 |
| 454   | MS 454 (ex MS 854, ex GIS 854, ex GIS 0012) | 1951-31 dicembre 1958           | ex H.M.S. MTB 398, ex U.S.S. PT 386 |
| 461   | MS 461 (ex MS 811, ex GIS 811, ex GIS 001)  | 24 marzo 1948-30 giugno 1959    | ex H.M.S. MTB 400, ex U.S.S. PT 388 |
| 462   | MS 462 (ex MS 812, ex GIS 812, ex GIS 002)  | 1º febbraio 1948-30 aprile 1960 | ex H.M.S. MTB 401, ex U.S.S. PT 389 |
| 463   | MS 463 (ex MS 813, ex GIS 813, ex GIS 003)  | 1º febbraio 1948-30 aprile 1960 | ex H.M.S. MTB 403, ex U.S.S. PT 391 |
| 464   | MS 464 (ex MS 814, ex GIS 814, ex GIS 004)  | 1º febbraio 1948-30 giugno 1959 | ex H.M.S MTB 402, ex U.S.S. PT 390  |

## Immagini delle Vosper della Marina Militare

GIS 811
MS 462
Squadriglia di Vosper